# Supercopa alemanya de futbol 2022
La Supercopa alemanya de futbol de 2022 (2022 DFL-Supercup en alemany) va ser la tretzena DFL-Supercup en aquest format. La Supercopa és un torneig anual que enfronta als campions de la Bundesliga i de la DFB-Pokal de la temporada anterior.
En aquesta edició, els competidors van ser el Bayern München, campió de la Bundesliga 2021-22 i el Razenball Sport Leipzig, campió de la Copa 2021-22. El torneig va tenir lloc el 30 de juliol de 2022 al Red Bull Arena, en la casa del campió de la Copa d'Alemanya.
El Bayern va guanyar el partit per 3-5, aconseguint el seu desè títol del torneig.

## Partit

### Detalls
| Rasenball Leipzig                            | 3–5     | Bayern de Múnic                                               |
| -------------------------------------------- | ------- | ------------------------------------------------------------- |
| Halstenberg 59' · Nkunku 77' (p.) · Olmo 89' | Informe | Musiala 14' · Mané 31' · Pavard 45' · Gnabry 66' · Sané 90+8' |

| RasenBall Leipzig | Bayern de Munic |

| GK               | 1  | Péter Gulácsi (c)  |       |       |
| CB               | 19 | Mohamed Simakan    | 36'   | 79'   |
| CB               | 4  | Willi Orbán        |       |       |
| CB               | 15 | Marcel Halstenberg |       |       |
| RM               | 26 | Lukas Klostermann  | 90+2' |       |
| CM               | 18 | Konrad Laimer      |       |       |
| CM               | 16 | Kevin Kampl        |       | 52'   |
| LM               | 6  | Benjamin Henrichs  |       |       |
| RW               | 8  | Dominik Szoboszlai |       | 90+1' |
| CF               | 11 | Emil Forsberg      |       | 52'   |
| LW               | 9  | Christopher Nkunku |       |       |
| Banqueta:        |    |                    |       |       |
| GK               | 21 | Janis Blaswich     |       |       |
| DF               | 25 | Sanoussy Ba        |       |       |
| MF               | 7  | Dani Olmo          |       | 52'   |
| MF               | 8  | Amadou Haidara     |       | 90+1' |
| MF               | 24 | Xaver Schlager     |       |       |
| MF               | 28 | Hugo Novoa         |       | 79'   |
| FW               | 19 | André Silva        |       | 52'   |
| Entrenador:      |    |                    |       |       |
| Domenico Tedesco |    |                    |       |       |

| GK                | 1  | Manuel Neuer (c)  | 90+7' |     |
| RB                | 5  | Benjamin Pavard   |       | 78' |
| CB                | 17 | Dayot Upamecano   |       | 78' |
| CB                | 5  | Lucas Hernandez   | 73'   |     |
| LB                | 27 | Alphonso Davies   |       |     |
| CM                | 6  | Marcel Sabitzer   |       |     |
| CM                | 6  | Joshua Kimmich    | 64'   |     |
| RW                | 25 | Thomas Müller     |       | 68' |
| LW                | 42 | Jamal Musiala     |       | 60' |
| CF                | 7  | Serge Gnabry      |       | 78' |
| CF                | 17 | Sadio Mané        |       |     |
| Banqueta:         |    |                   |       |     |
| GK                | 26 | Sven Ulreich      |       |     |
| DF                | 4  | Matthijs de Ligt  |       | 78' |
| DF                | 23 | Tanguy Nianzou    |       |     |
| DF                | 40 | Noussair Mazraoui |       | 78' |
| DF                | 44 | Josip Stanišić    |       |     |
| MF                | 38 | Ryan Gravenberch  |       | 68' |
| FW                | 10 | Leroy Sané        | 87'   | 78' |
| FW                | 11 | Kingsley Coman    |       | 60' |
| FW                | 32 | Joshua Zirkzee    |       |     |
| Entrenador:       |    |                   |       |     |
| Julian Nagelsmann |    |                   |       |     |

| Àrbitres assistents: Jan Neitzel-Petersen (Hamburg) René Rohde (Mecklenburg-Pomerània Occidental) Quart àrbitre: Patrick Ittrich (Hamburg) VAR: Benjamin Brand Adicional VAR: Thomas Stein |